# Taltos, il ritorno
Taltos, il ritorno pubblicato originariamente nel 1994 e tradotto in italiano più di dieci anni dopo nel 2007 (a otto anni dalla traduzione de Il demone incarnato) è il terzo libro della saga delle Streghe Mayfair di Anne Rice.

## Trama
Ashlar è un ricco ed eclettico magnate di una società americana che produce e vende giochi per bambini, soprattutto bambole, in tutto il mondo. Considerato dai suoi sottoposti come un uomo affascinante e cordiale, a causa della sua altezza e dei suoi atteggiamenti a volte mette anche un certo timore nelle persone. Ma il motivo è che Ashlar in realtà è uno degli ultimi esponenti sulla Terra della specie dei Táltos, esseri millenari vissuti ancora prima della comparsa dell'uomo e quasi completamente estinti per guerre e persecuzioni nei loro confronti. Quando Samuel, un membro del Piccolo Popolo, lo chiama dicendogli che un maschio di Taltos è stato avvistato nella vallata di Donnelaith in Scozia, Ashlar decide immediatamente di raggiungere l'amico in Inghilterra.
Nel frattempo Rowan Mayfair cade in uno stato catatonico dopo aver ucciso d'impulso la figlia, Emaleth e aver perso ogni possibilità di procreare ancora. Michael, la lontana cugina Mary Jane e Mona sono comunque convinti che la donna possa tornare a rimettersi e continuano a starle vicino. Ed è proprio quando arriva la terribile notizia che Aaron Lightner è stato assassinato che la donna si risveglia all'improvviso. Va a vedere il corpo dell'amico all'obitorio e pianifica la vendetta contro i membri del Talamasca che hanno ucciso il povero Aaron. Parte quindi per Londra con Michael dove si incontrano con Yuri Stefano, loro amico del Talamasca, che nel frattempo è stato salvato dalla morte proprio da Samuel e grazie a questo ha potuto anche incontrare Ashlar.
Yuri informa i due che Ashlar è sulle tracce dell'assassino di Aaron, dopo aver dichiarato di essere stato molto vicino al Talamasca e di non sopportare che dei killer facciano parte dell'ordine. Rowan e Michael si trovano con Yuri e Ashalr dopo aver fatto cadere in trappola Stuart Gordon, una delle forze deviate del Talamasca. Questo li porta ad una torre in rovina molto isolata in cui vive Tessa, una femmina di Taltos. Questo perché in realtà Gordon e altri due membri del Talamasca appresa l'esistenza di Lasher volevano fare impregnare Tessa e veder quindi rinascere la specie dei Taltos.
Ashlar, prima di uccidere Stuart gli dice che Tessa è troppo anziana per poter partorire. L'uomo allora tenta di salvarsi la vita presentando al gruppo un manoscritto antico che si scoprirà scritto dallo stesso Ashlar. Il Taltos infuriato si getta su Gordon ma è Rowan che alla fine, grazie al suo potere segreto di strega, fa morire l'uomo.
Nel frattempo a New Orleans Mona scopre di essere incinta e di riuscire in qualche modo a comunicare con il proprio feto che cresce ad una velocità spaventosa. Conscia che quello che ha in grembo in realtà è una creatura simile a Lasher, decide di lasciare casa Mayfair per evitare che il piccolo, una volta nato, venga ucciso da qualcuno. Scappa quindi con Mary Jane e alla fine dà alla luce Morrigan, una femmina di Taltos, praticamente identica a lei.
Ashlar intanto racconta la propria storia al gruppo e condivide le memorie che risalgono a prima della comparsa dell'uomo sulla Terra. Parla di come i Taltos vennero perseguitati dall'uomo fin dai tempi più antichi e dice che solo convertendosi al cristianesimo riuscì a salvarsi la vita (sebbene questo causò la morte di molti suoi simili). Venne persino fatto santo. Ma poi dovette lasciare Donnelaith e migrare in terre più sicure, completamente solo.
Dopo l'eliminazione dei colpevoli della morte di Aaron, Rowan e Michael ritornano quindi a New Orleans mentre Yuri Stefano ritorna alla casa madre del Talamasca per condividere tutto quello che ha visto e sentito durante i suoi giorni di assenza. Quando Mona torna a casa con Morrigan lascia senza parole Rowan e Michael ma fa promettere loro che nessuno della famiglia avrebbe toccato sua figlia. A questo punto però compare Ashlar che, spinto da un irrefrenabile istinto animale, si impossessa di Morrigan, a sua volta ricettiva nei suoi confronti, e la porta via con sé.

## Edizioni
- Anne Rice, Taltos, il ritorno, traduzione di Sara Caraffini, collana Narrativa, TEA, 2007,  p. 580, ISBN 978-88-502-1290-3.